# Johannes Adler
Johannes Adler (* um 1474 in Münster; † Januar 1518 in Tübingen), Geburtsname: Gentner, latinisierte Namensformen: Aquila, Halietus, Doleatoris, war Hochschullehrer und zweimaliger Rektor der Universität Tübingen.

## Leben
Johannes Adler stammte aus Münster bei Gaildorf, nicht weit entfernt von der damaligen Reichsstadt Schwäbisch Hall. Sein Geburtsname Gent(h)ner war über mehrere Jahrhunderte in Vergessenheit geraten, da er in seinen ersten Lebensjahrzehnten mehrfach die Form seines Namens gewechselt hatte. Sein Studium begann er im Wintersemester 1487/1488 an der Artistenfakultät in Heidelberg. In der Matrikel der Universität ist er hier unter seinem ursprünglichen Namen Genthner zu finden. Nach der im Januar 1489 erfolgten Promotion zum Bakkalar der Artisten wechselte er im Januar 1490 unter dem Namen Doleatoris zur Universität Tübingen und wurde dort im Februar 1490, nicht wie mancherorts zu lesen erst im April 1490, Magister. Bei seinem neuen Namen handelt es sich um die Übertragung der Berufsbezeichnung Gentner, eine alte Bezeichnung für Kübler oder Binder, ins Lateinische.
Als Adler im Wintersemester 1495/1496 und im Sommersemester 1496 zum Dekan der Artistenfakultät gewählt wurde, hatte er als Lizentiat beider Rechte sein angeschlossenes Rechtsstudium bereits beendet. Seine Lehrtätigkeit in der Artistenfakultät bei den die via moderna vertretenden Nominalisten fand ihren besonderen Niederschlag in dem erst um 2008 wiederentdeckten, bei Otmar vor oder um 1500 erschienenen Druckwerk parva logicalia. Es handelt sich hier um Lehrmaterial für das Bakkalarstudium auf dem Gebiet der Logik. Es ist das früheste publizierte Druckwerk eines Tübinger Rechtsprofessors, jedoch aus einer Zeit vor seiner Anstellung an der Juristenfakultät.
Als er für das Wintersemester 1497/1498 als Doktor im Kirchen- und weltlichen Recht (utriusque iuris doctor) zum Rektor der Universität Tübingen gewählt wurde, nannte er sich jetzt Johannes Aquila de Hallis (das heißt Johannes Adler von Schwäbisch Hall), in seiner zweiten Amtszeit als Universitätsrektor im Wintersemester 1505/1506 Johannes Halietus. Durch Umwandlung der Namensform Halietus/Haliaeetos (Seeadler) in Adler beziehungsweise latinisiert Aquila gelangte er zu diesen beiden später ausschließlich geführten Namen. Das Bürgerrecht in Schwäbisch Hall erhielt er 1508 durch Heirat. Seine Ehefrau Dorothea, vermutlich eine Tochter aus der Schwäbisch Haller Tucherfamilie Eberhard, erscheint in Schwäbisch Haller Archivalien nur als Dr. Hans Adlerin.
Bereits einige Jahre vor seiner Berufung zum Ordinarius für weltliches (römisches) Recht ab 1. September 1510, möglicherweise seit Beginn des 16. Jahrhunderts, war Johannes Adler/Gentner in Tübingen als besoldeter Professor von der Artisten- zur Juristenfakultät gewechselt. Dieses Lehramt versah er bis zu seinem Tod, der in die Zeit kurz vor dem 1. Februar 1518 datiert wird.
Von besonderer Bedeutung ist neben seinem wohl im letzten Lebensjahrzehnt erschienenen Formular- und Titularbuch sowie einer 1516 gedruckten Abhandlung über die rechtliche Zulässigkeit aller Arten von Spielen das im gleichen Jahr (1516) bei Köbel in Oppenheim unter der latinisierten Namensform Joannis Aquile gedruckte Hauptwerk Adlers über Macht und Nutzen des Geldes (Opusculum de potestate et utilitate monetarum), eine allgemeine Darstellung der Geldtheorie unter einem juristischen praxis- und gegenwartsbezogenen Blickwinkel.
Nach dem Tod Adlers zog seine Witwe mit den Kindern Hans Christophel, Johanna Paula und Clara wieder nach Schwäbisch Hall, wo sie seit 1519 in den städtischen Steuerlisten geführt wird.